# Звуки шума
«Звуки шума» (англ. Sound of Noise) — криминальная комедия 2010 года режиссёров Улы Симонссона и Юханнеса Шерне-Нильссона. Мировая премьера — 18 мая 2010 года. Премьера в России состоялась 7 апреля 2011 года. Релиз на DVD вышел 26 мая 2011 года.

## Сюжет
Шесть эксцентричных барабанщиков устраивают концерты в самых неподходящих местах, используя при этом в качестве инструментов всё, что попадётся под руку: они играют на медицинском оборудовании в операционной (чуть не погубив при этом пациента-телезвезду), играют на банковском оборудовании (при этом не грабя банк, но уничтожая купюры в шредере), играют бульдозерами и экскаваторами у здания филармонии, мешая концерту. Им противостоит офицер полиции Амадей Варнебринг, с рождения лишённый музыкального слуха, но выросший в семье музыкантов и оттого чувствующий себя позором семьи. Его цель — поймать музыкантов, терроризирующих город.

## В ролях
- Бенгт Нилссон — Амадей Варнебринг
- Санна Перссон — Санна Перссон
- Магнус Бёрьесон — Магнус
- Маркус Харальдссон-Бой — Маркус
- Фредерик Мюр — Мюррей
- Андерс Вестергорд — Андерс
- Юханнес Бьорк — Юханнес
- Георгий Коволенко — начальник полиции
- Свен Эльстрём — Оскар Варнебринг
- Даг Мальмберг — Левандер
- Ральф Карлссон — Хагман
- Бьёрн Гранат — руководитель больницы

## Награды
- Приз «Золотая рельса» в Каннах (2010)
- Приз зрительских симпатий на кинофестивале в Варшаве (2010)
- Лучший полнометражный фильм кинофестиваля «Молодость» (2010)
- Приз Балтийского жюри на фестивале Дни северного кино в Любеке (2010)
- Лучший фантастический фильм на фестивале Fantastic Film Fest в Техасе (2010)

## Ссылки

Барабанщики используют пациента в больнице в качестве музыкального инструмента